# ТАК (медицина)
ТАК є акронімом у медицині, розшифровується як тетракаїн, адреналін, кокаїн. Це було введено у медичну практику Pryor та співавт. у 1980 році. ТАК (англ. TAC) — розчин для місцевої анестезії у дітей, який отримав загальновідоме визнання  як кращий місцевий анестетик для відновлення розривів шкіри у педіатричних пацієнтів.
Проте існує певна невизначеність, щодо ефективності цієї суміші, так як у дітей (5-17 років) може бути позитивний тест сечі на кокаїн (після застосування ТАК) та не усі пацієнти однаково "реагують" на тетракаїн